# Shannon Crawford
Shannon Crawford, nekdanja kanadska veslačica, * 12. september 1963.
S kanadskim osmercem je na Poletnih olimpijskih igrah 1992 v Barceloni osvojila zlato medaljo.